# Tebunginako
Tebunginako ist ein Ort im nördlichen Teil des zum Inselstaat Kiribati gehörenden pazifischen Archipels der Gilbertinseln nahe dem Äquator. 2020 wurden 443 Einwohner gezählt.

## Geographie
Der Ort liegt an der Ostküste des Atolls Abaiang, zwischen Ubanteman im Nordwesten und Borotiam im Südosten. Im Ort befinden sich die Tebunginako Church und ein traditionelles Versammlungshaus (Tebunginako Maneaba). Südlich des Ortes gab es früher einen Süßwassersee und einen Kanal zur Lagune.
Das Dorf musste wegen ständiger Überflutungsgefahr gegen Ende des 20. Jahrhunderts um etwa 50 Meter ins Landesinnere verlegt werden. Kiribatis Regierung machte dafür den Klimawandel verantwortlich. Ein Bericht der South Pacific Applied Geoscience Commission sah den Grund allerdings in natürlicher Erosion als Folge der Verfüllung des früheren Wasserkanals. Zugleich wurde auf die Notwendigkeit hingewiesen, dass der Ort zumindest teilweise ein weiteres Mal verlegt werden müsse.

## Klima

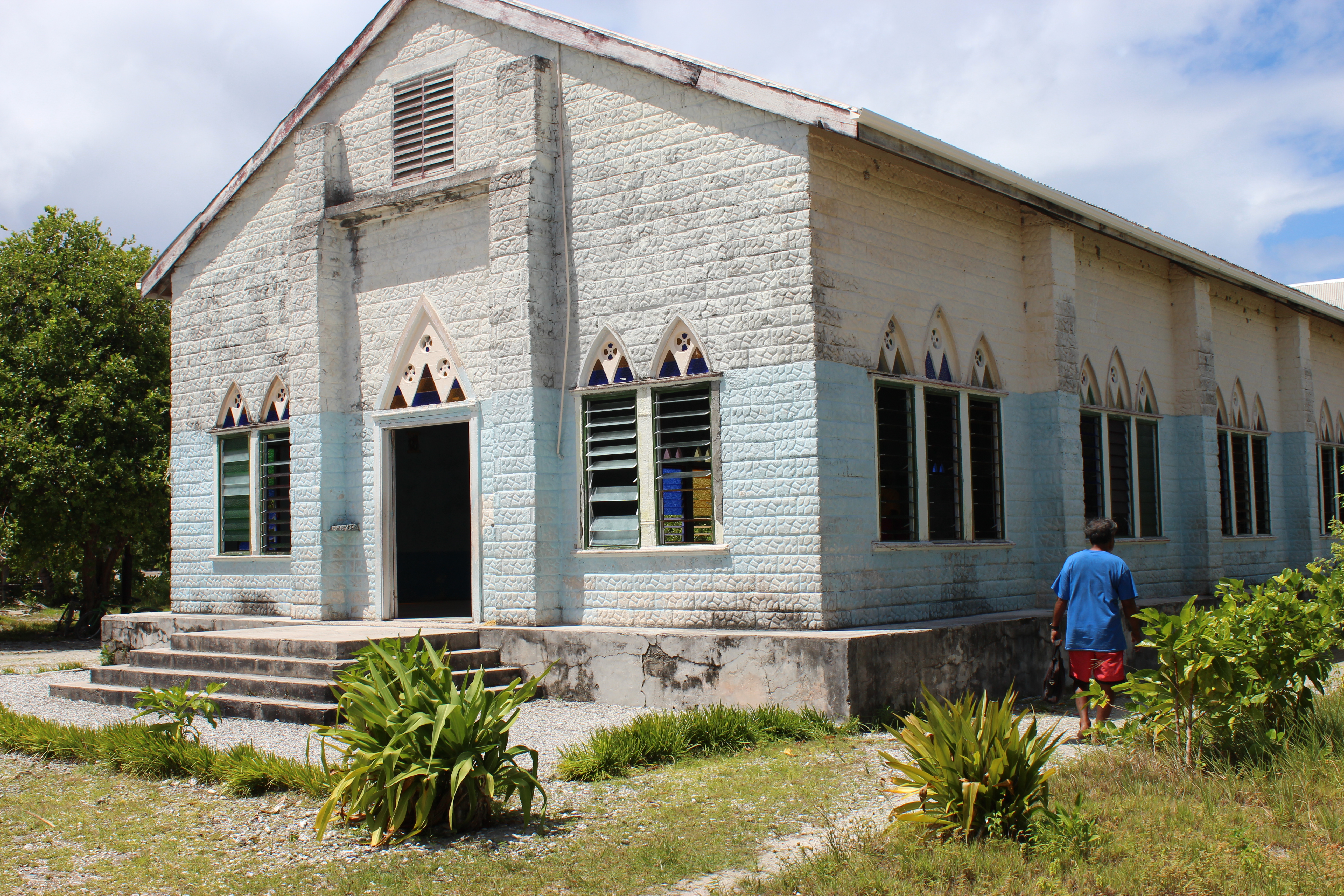
Katholische Kirche

Das Klima ist tropisch heiß, wird jedoch von ständig wehenden Winden gemäßigt. Ebenso wie die anderen Orte der Gilbertinseln wird Tebunginako gelegentlich von Zyklonen heimgesucht.